# 중국 미디어 캐피탈
중국 미디어 캐피탈(중국어: 华人文化, 영어: China Media Capital, 약칭: CMC)은 성장 자본, 미드 벤처, 후기 벤처, 신흥 성장, 기업 구조 조정, 경영진 인수 및 인수 합병을 전문으로 하는 공모 및 벤처 캐피탈 회사이다. 이 회사는 문화, 기술, 미디어, 엔터테이먼트, 소비자, 의료 및 통신 부문에 주로 투자하며, 중화인민공화국 국내외 투자한다.
중국 미디어 캐피탈의 본사는 상하이에 두고 있으며, 2009년에 설립되었다. 베이징에 추가 사무실을 두고 있으며, 시티 풋볼 그룹과 플래그십 엔터테이먼트, 스타 중국 미디어, 펄 스튜디오 등을 소유하고 있다.

## 같이 보기
- 차이나 필름
- 플래그십 엔터테인먼트
- CCTV-6